# Hidden Crime
Hidden Crime est un film muet américain sorti en 1915.

## Synopsis
Inconnu.

## Fiche technique
- Date de sortie :  États-Unis : 3 septembre 1915

## Distribution
- Monte Blue : Grant
- Allan Sears (en) : Horace Dunn
- Richard Cummings : Sheriff Groton
- Irene Hunt : Celia Groton
- Bessie Buskirk : Wohelo